# Odivelas Futebol Clube
L'Odivelas Futebol Clube è una società polisportiva portoghese con sede a Odivelas. 

## Calcio a 5
Tra le sezioni della polisportiva, quella che ha raggiunto i migliori risultati è la squadra di calcio a 5 che ha disputato alcune stagioni in 1ª Divisão, massimo campionato nazionale.

## Rosa 2006-2007
| # |                       | Name             | Age | Last Club     |
| - | --------------------- | ---------------- | --- | ------------- |
|   | Portogallo (bandiera) | Nuno Moita (P)   | 33  |               |
|   | Portogallo (bandiera) | Pedrinho (P)     | 20  |               |
|   | Portogallo (bandiera) | Roger (P)        | 25  | Sacavenense   |
|   | Portogallo (bandiera) | Luis Vilar       | 23  | CF Belenenses |
|   | Portogallo (bandiera) | Zé Daniel        | 27  | Os Torpedos   |
|   | Portogallo (bandiera) | Mario Fernandes  | 22  |               |
|   | Portogallo (bandiera) | Vitinha          | 37  | Olivais       |
|   | Portogallo (bandiera) | Kiko             | 23  |               |
|   | Portogallo (bandiera) | Pedro Fernandes  | 22  |               |
|   | Portogallo (bandiera) | Heldinha         | 36  | Sassoeiros    |
|   | Portogallo (bandiera) | Pedro Nova       | 24  | CF Belenenses |
|   | Capo Verde (bandiera) | Ré               | 20  | Priorense     |
|   | Portogallo (bandiera) | Antonio Teixeira | 31  | Marinhais     |
|   | Capo Verde (bandiera) | Nelson Gonçalves | 24  |               |
|   | Portogallo (bandiera) | Maniche          | 25  | Sassoeiros    |

## Palmarès
- Terceira Divisão: 1

1992-1993